# Дрезденский замок-резиденция

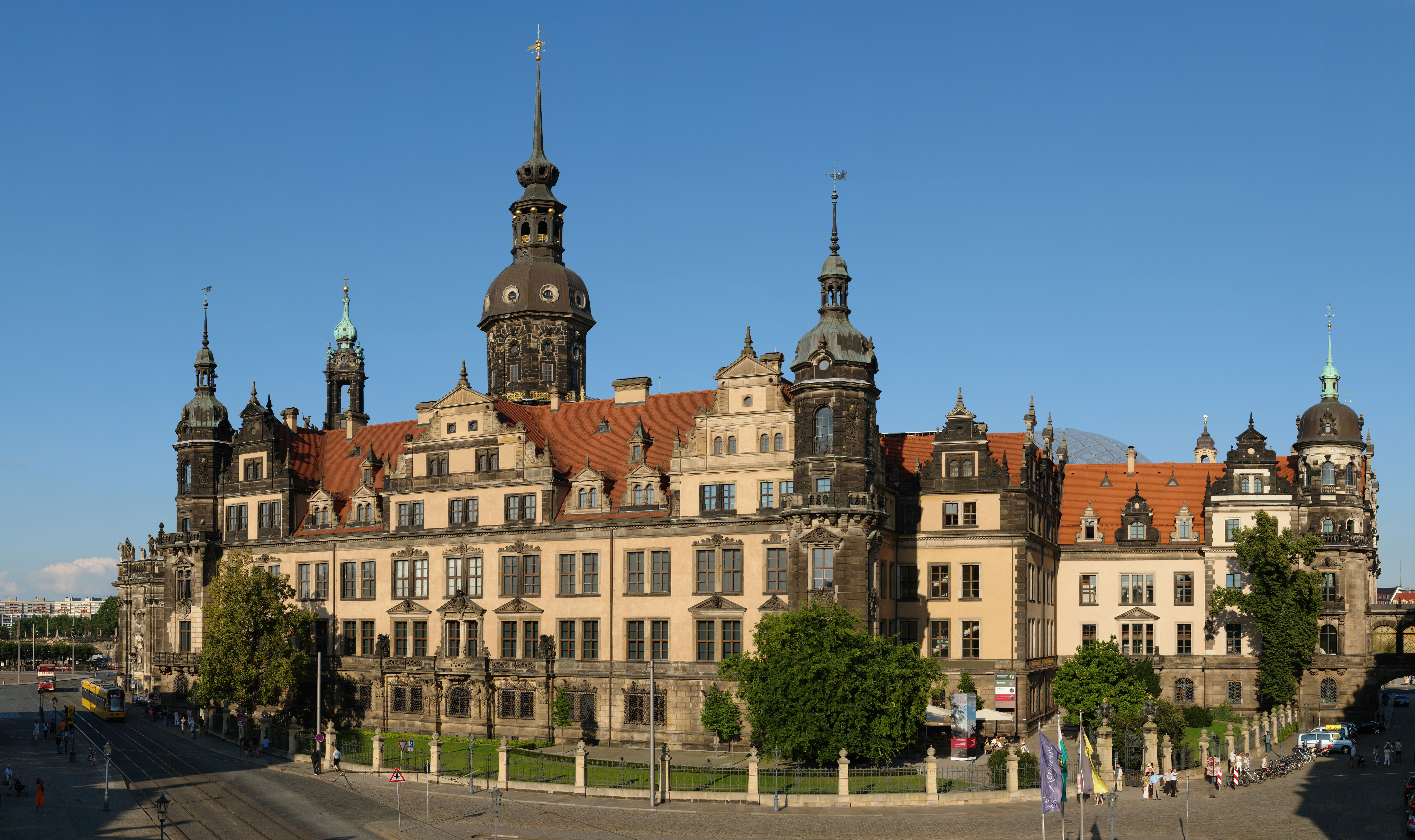
Общий вид ансамбля

Дрезденский замок-резиденция, также дворец-резиденция (нем. Dresdner Residenzschloss) — бывшая резиденция саксонских курфюрстов (1464—1485, 1547—1806) и королей (1806—1918). Одно из старейших строений Дрездена, в архитектуре которого прослеживаются стили от романского до эклектики.
Первое упоминание о наличии крепостного сооружения в Дрездене относится к 1289 году. В дальнейшем замок многократно перестраивался, современный вид он приобрёл в 1901 году, когда под руководством архитекторов Густава Дунгера и Густава Фрёлиха была проведена последняя большая реконструкция. Внутри расположены ювелирная коллекция «Зелёный свод» (нем. Grünes Gewölbe), Нумизматический кабинет (нем. Münzkabinett), Гравюрный кабинет (нем. Kupferstich-Kabinett), Оружейная палата со знаменитым Турецким залом. Кроме этого, проводятся различные тематические выставки, на которых экспонируются произведения искусств как старых, так и современных мастеров.

## История

Дрезденский замок в середине XV века, справа сверху — сторожевая башня (Hausmannsturm)

Учёные сходятся во мнении, что крепостное сооружение в Дрездене на месте нынешнего замка должно было существовать уже к концу XII века. На это указывает и находившийся в то время в непосредственной близости деревянный мост через Эльбу, и то обстоятельство, что именно в Дрездене в 1206 году состоялось большое «собрание» саксонского дворянства во главе с мейсенским маркграфом Дитрихом. Первое же письменное упоминание о наличии в Дрездене крепости датируется 1289 годом. «Castrum» располагался к этому времени уже у каменного моста через Эльбу. Каких-либо чертежей или рисунков того времени не сохранилось, и учёные предполагают, что первоначально это была крепость романского стиля. Внутренний двор крепости имел размеры примерно 35 на 40 метров, на месте современной «Сторожевой башни» (нем. Hausmannsturm), находящейся сейчас в середине северного флигеля замка, располагалась в то время северо-западная угловая башня сравнительно небольшой средневековой крепости. Внутренняя часть башни до высоты консолей, не подвергавшаяся на протяжении столетий ни разрушениям, ни реконструкциям, сохранилась, как минимум, с середины XV, а возможно и с конца XII века. В середине XV века башня была надстроена, существовавшая квадратная была продолжена шестигранным строением, оканчивающимся почти плоской крышей. В результате реконструкций XV века Дрезденская крепость приобретает вид четырёхстороннего трёхэтажного замка итальянского «образца», широко распространённого в Германии позднего Средневековья.

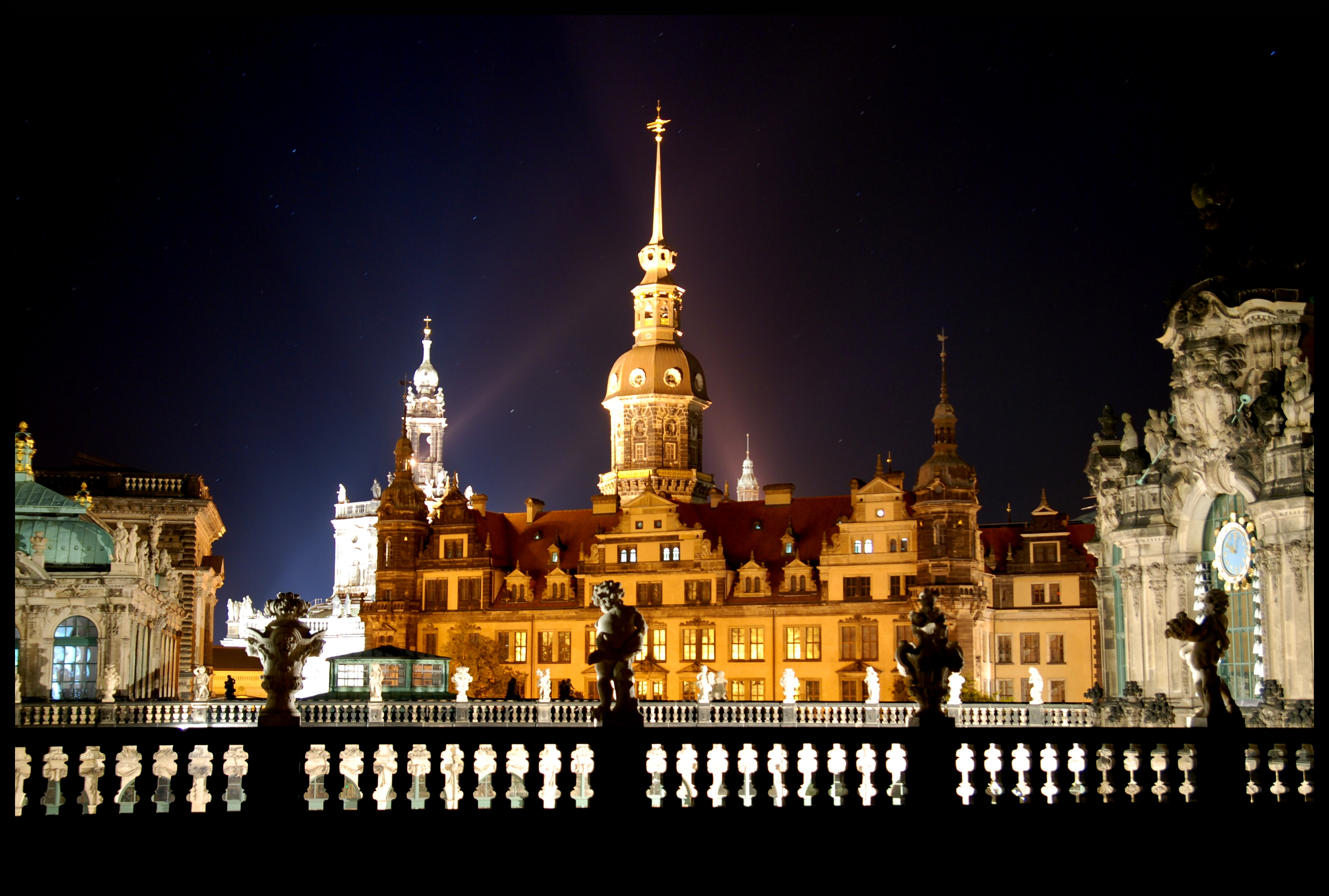
Западная сторона (Moritzbau)

Дальнейшая реконструкция замка активно проводилась в 1530—1558 годах при герцоге Георге Бородатом и его племяннике, саксонском курфюрсте Морице. При Георге «Эльбские ворота» городского укрепления, находившиеся практически на мосту через Эльбу, перестраиваются и, приобретя величественный вид, входят в историю как «Георгиевские ворота». Мориц, при котором Дрезден становится резиденцией саксонских курфюрстов, в 1548 году поручает архитекторам Гансу фон Ден-Ротфельзен и Бастиану и Гансу Крамер  перестройку замка в стиле ренессанс. Чтобы расширить замок, западный флигель был снесён, а новая постройка, называемая теперь Морицбау (нем. Moritzbau), была возведена в 1558 году ещё западней. Дополнительно пришлось достраивать южный и северный флигели, чтобы иметь закрытый внутренний двор. На первом этаже западного флигеля было расположено «тайное хранилище», которое в дальнейшем стало знаменитым музеем «Зелёный свод». Первоначально же «хранилище», защищённое метровыми стенами, служило просто для хранения сокровищ,

Ворота в стиле ренессанс с изображением Адама и Евы и замковым камнем в виде черепа

 денег и ценных документов курфюрста. Во внутреннем дворе замка, который увеличился почти вдвое, и по планам Морица должен был служить для проведения рыцарских турниров, по образцу французского замка Шамбор (фр. château de Chambord) были построены три угловые башни. Стены были украшены картинами в технике сграффито (итал. sgraffito). «Сторожевая башня», бывшая до перестройки угловой, находилась теперь в середине северного флигеля замка. Часть флигеля восточнее башни, которой не коснулась реконструкция, с этого времени стала называться Altes Haus (старый дом), во вновь выстроенной части, западнее башни, была оборудована придворная капелла, в 1558 году вход из двора в капеллу был украшен золотыми воротами. В 1590—1594 годах с южной стороны был достроено ещё одно здание, таким образом, замок получил ещё один внутренний двор. Следующая большая волна перестроек замка приходится на конец XVII — начало XVIII века. В 1674—1676 годах «Сторожевая башня» получила барочную крышу со шпилем, общая высота башни стала теперь 101 метр, до 1945 года башня была самым высоким строением в Дрездене. С 1693 года замок, имевший лишь одни ворота, расположенные с юга, получает ещё одни, «Зелёные ворота» с севера, расположенные точно под сторожевой башней. Во время правления Августа Сильного в 1701 году в замке произошёл большой пожар, в результате которого сгорают восточный флигель и Георгиевские ворота. Несмотря на то, что большая часть построек в Дрездене возводилась в это время в стиле барокко, реставрация замка проводилась без изменения архитектурного стиля.

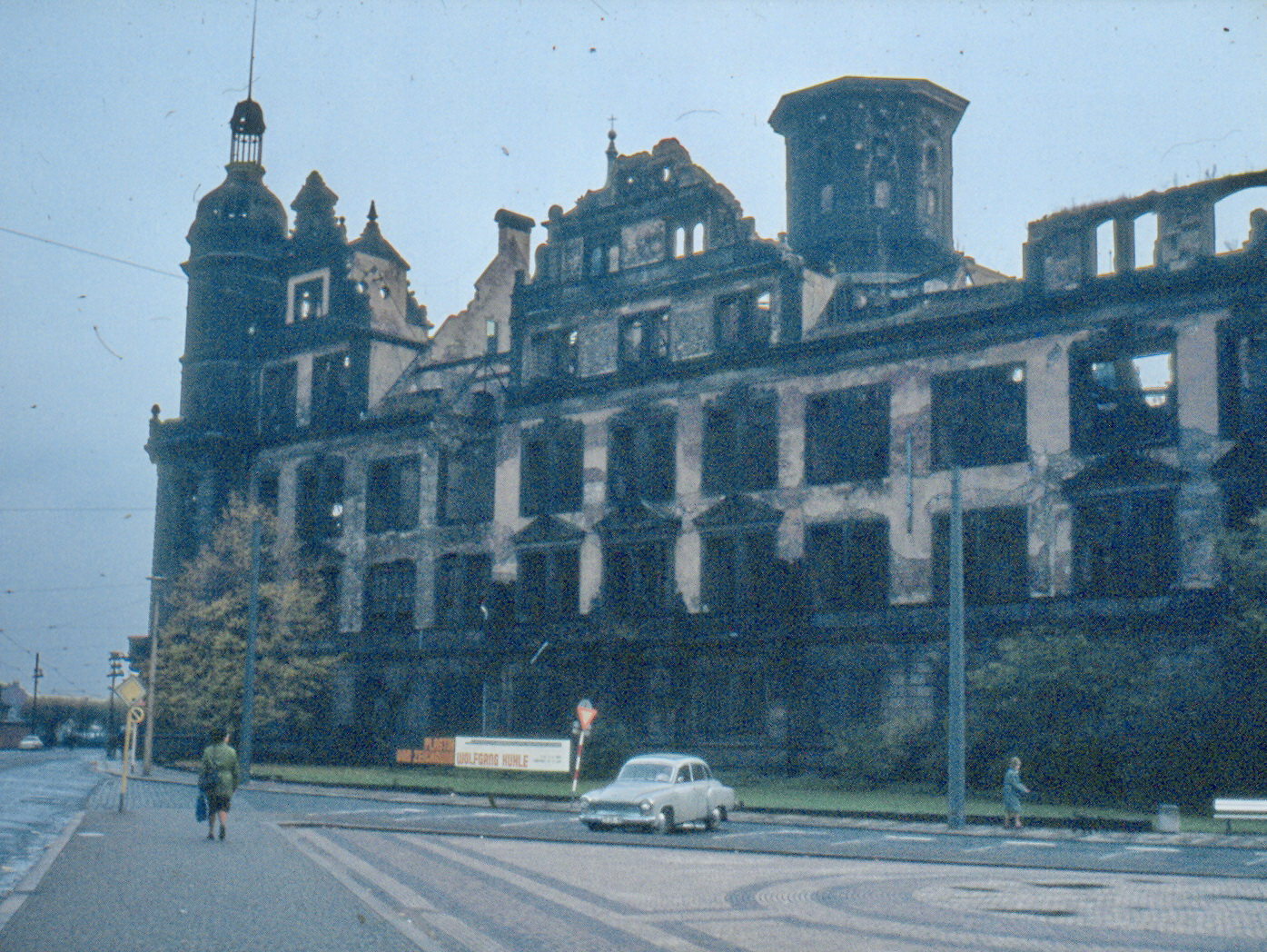
На фотографии 1980 года

К 800-летию саксонской династии Веттинов, по приказу короля Альберта, в 1889 году началась новая большая реставрация и реконструкция замка и прилегающих строений. Работы под руководством Густава Дунгера и Густава Фрёлиха длились более 10 лет, и к 1901 году замок получил свой нынешний вид. Основные изменения коснулись южной стороны замка, здесь в 1900 году было достроено ещё одно здание с крытым переходом, в стиле необарокко, во дворец Ташенберг (нем. Taschenberg). Северная «Эльбская сторона» замка была соединена таким же переходом с кафедральным собором. Таким образом, дворец Ташенберг, где проживала королевская фамилия, был соединён внутренними переходами через замок с кафедральным собором, и с Иоганнеумом через галерею «Длинный проход», украшенную тогда же фарфоровым панно «Шествие князей».
Бомбардировками 1945 года резиденция была обращена в руины. Через год они были накрыты временной кровлей и простояли в таком виде 15 лет. Лишь в 1960-е гг. начались работы по воссозданию дворцовых интерьеров, затянувшиеся до 2013 года. Отделочные работы в ряде парадных залов планируется завершить к сентябрю 2019 года.

«Георгиевские ворота», с конным портретом на высоте примерно 30 метров
Рельеф на фасаде с 4-метровой конной скульптурой герцога Георга Бородатого
Скульптурные украшения арочного въезда «Георгиевских ворот»
Консоль балкона с рельефным орнаментом
Замковый камень арки с декоративным изображением воина в доспехах
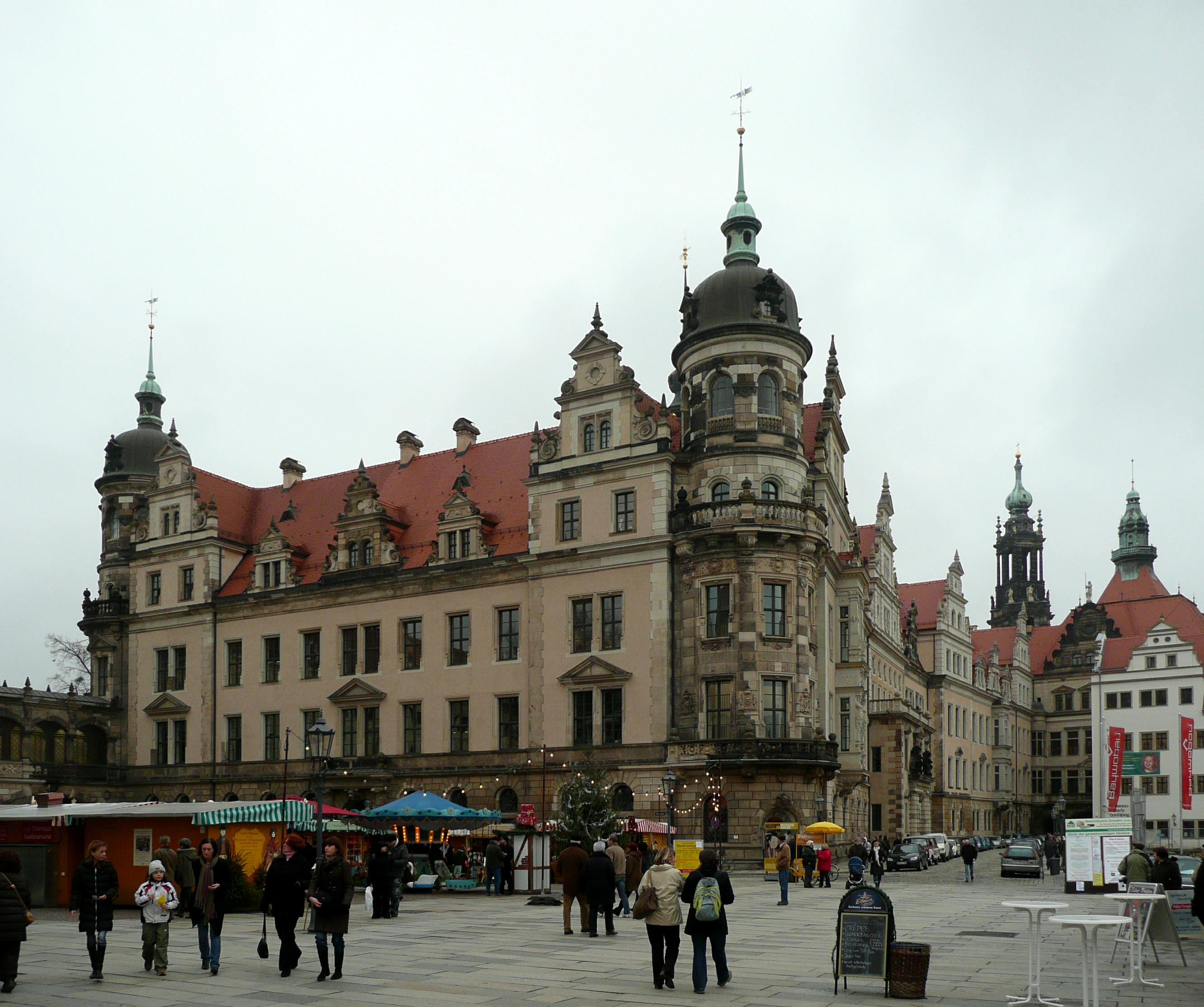
Крытый переход из замка в кафедральный собор Святой троицы
Западная сторона замка с крыши Цвингера, в центре «Сторожевая башня» (высота со шпилем — 101 метр)
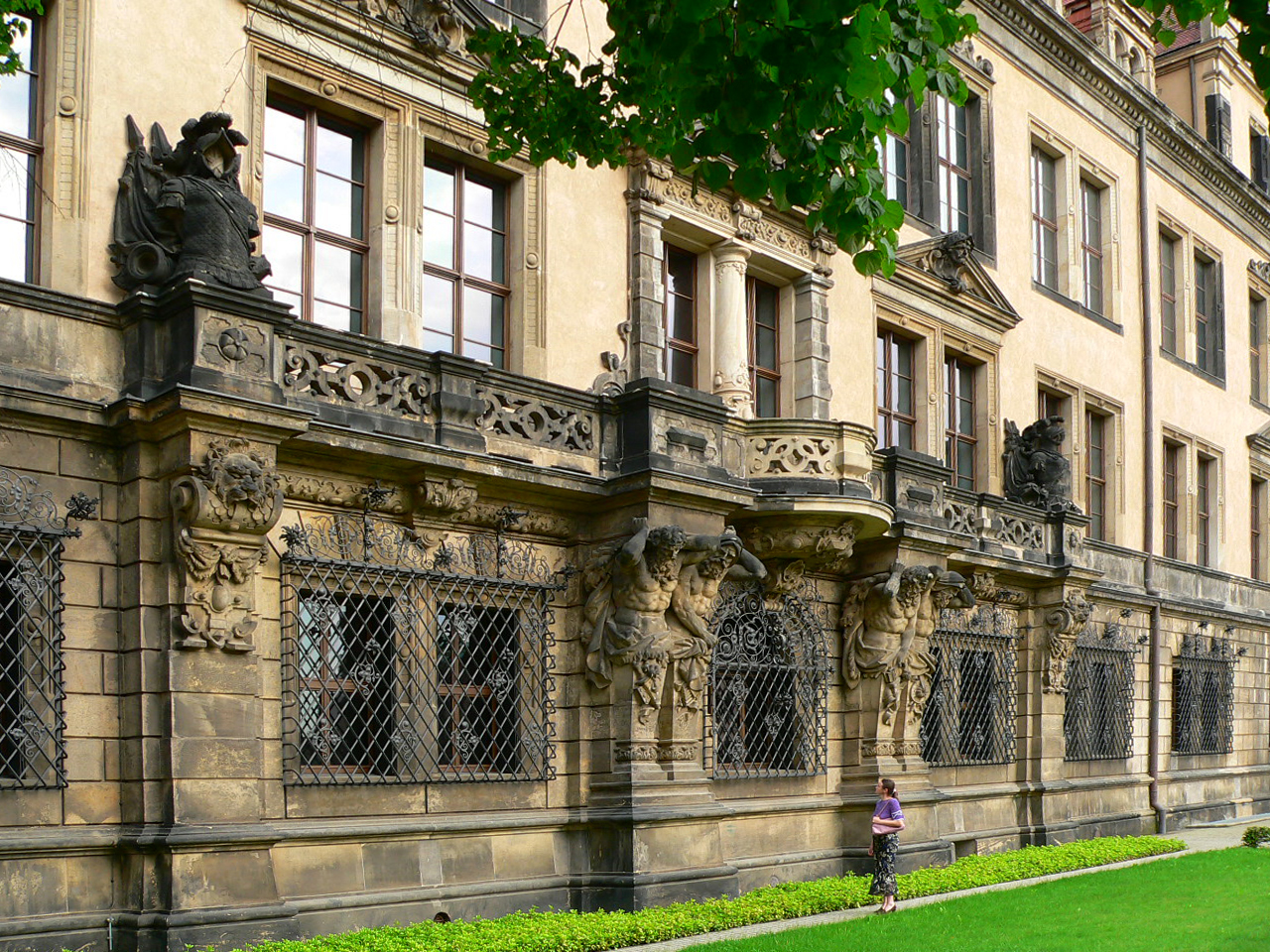
Западная сторона замка, скульптурные украшения первого этажа («Зелёный свод»)
Кованая ограда, юго-западная башня, в этом крыле замка расположен музей «Зелёный свод»
Орнаментальное изображение трофеев на фасаде юго-западной башни замка
Южная сторона замка, слева крытый переход во дворец Ташенберг и восточное крыло самого дворца
Восточная сторона замка, на переднем плане площадка археологических раскопок
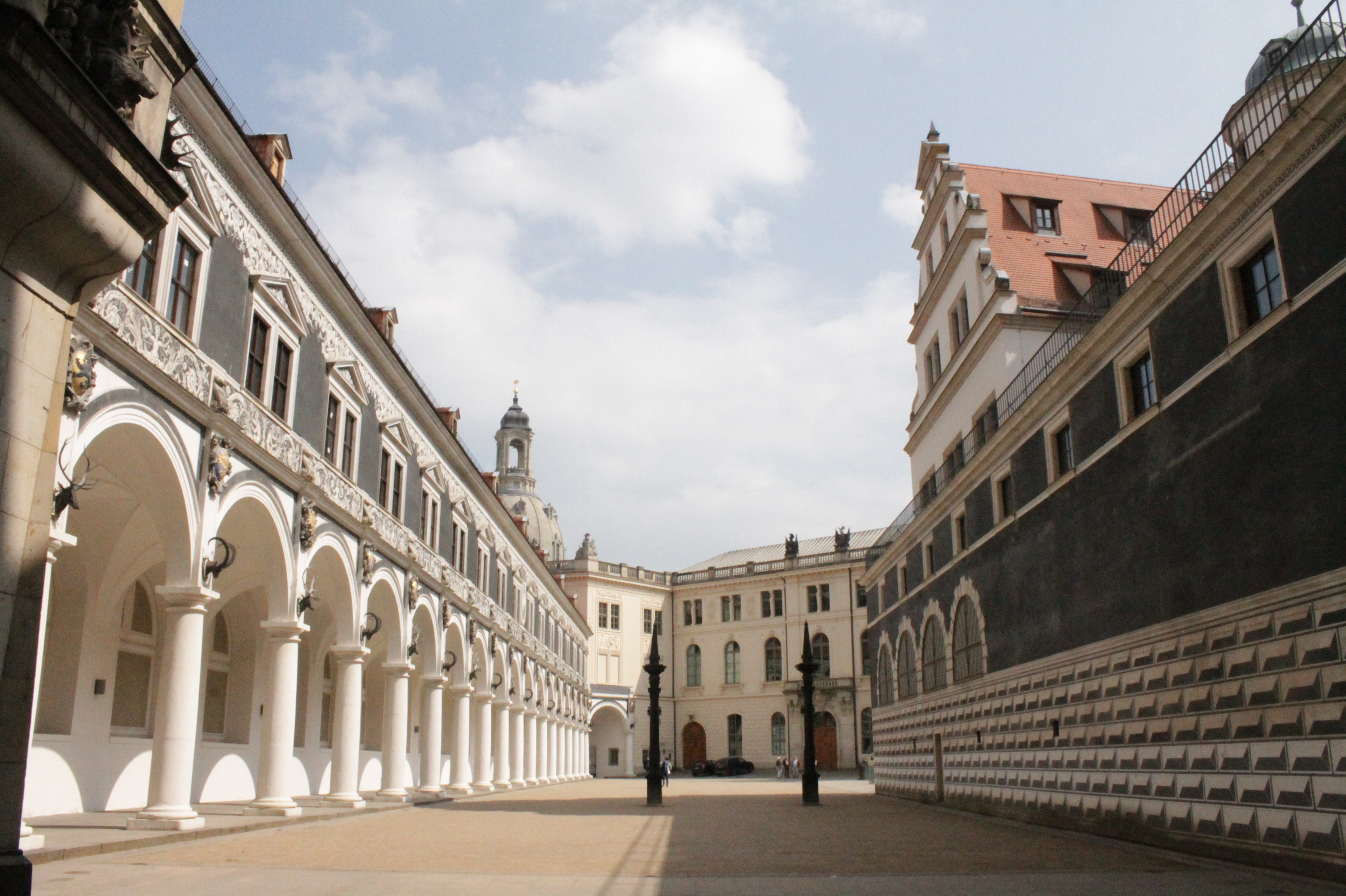
Восточный дворик, реконструированный в XXI веке в стилистике ренессанса